# Vicky (cantante)
Esperanza Acevedo Ossa (Ansermanuevo, Valle del Cauca; 11 de noviembre de  1947 - Bogotá; 15 de marzo de 2017), conocida artísticamente como Vicky, Vicky de Colombia o Gorrión, fue una cantautora colombiana, principalmente asociada al género de la balada. Hoy en día, es considerada como una de las primeras representantes de la canción protesta de Colombia, una de las primeras cantautoras colombianas de la música pop y una de las líderes de la primera época de La Nueva Ola colombiana, junto con Margie. Vicky encarnó la figura de la chica yé-yé, recibiendo la influencia del estilo de Nancy Sinatra, France Gall, Jane Birkin, o Françoise Hardy.
Su debut fue a los 19 años, en 1965, recién llegada de Palmira en Bogotá, en el programa televisivo El Club del Clan.Entre sus composiciones más recordadas se encuentran Llorando estoy, Amigo Caminante, Tan Sola, Pobre Gorrión, Lloraré, Las Estaciones y Amor Amargo, entre otras.

## Vida y obra
Vicky comenzó su carrera musical en 1965, tras su presentación en el programa musical "Campeones" (después llamado El club del clan), dirigido por Guillermo Hinestroza, en donde interpretó el tema Tu serás mi baby. Durante los primeros años de su carrera, realizó varias presentaciones más en ese programa, y en el programa "Juventud moderna", compartiendo escenario con Claudia de Colombia, Las Mellizas, Emilse, Lydia Zamora y Harold.
Desde el comienzo de su carrera, Vicky fue destacada mediática por su carácter férreo y su talento como cantautora, contrastándola con la mezcla de premeditada ingenuidad y descaro sexual de las chicas yé-yé. Una de las características que más se resaltaron de su perfil es su capacidad para escribir canciones, pues durante su carrera terminó escribiendo más de cien canciones, algunas con letras "amorosas, otras descorazonadas y otras un tanto rebeldes"
Luego de su éxito presentándose en El Club del Clan, en 1967 publicó su primer disco de larga duración bajo el título Vicky y en compañía de Los Ampex, la banda comandada por el guitarrista Óscar Lasprilla. El disco está conformado por siete composiciones suyas, entre las que sobresalen "Hoy me hiciste llorar", "Te digo adiós", "La luna llora" y "Perdón te pido", "Tiempo de llorar", un clásico country de Buck Owens, "Cansada de esperar", de The Kinks (previamente interpretada por la cantante Angélica María en compañía de "Los Rebeldes del Rock"), y una versión de "These boots are made for walking", cercana a la versión de Nancy Sinatra, pero con ciertas variaciones  Su portada es recordada porque mostraba a una mujer sonriente, segura de sí misma, con look de pantalones de pretinas a cuadros, reloj de cuero, camisa de terciopelo y cabello rubio platinado. La música del disco, además, se relacionaba con uno de los rumbos que tomaría la música juvenil: el pop eléctrico
En 1967, Vicky firmó su contrato con el sello Codiscos, de Medellín. Su primer éxito vendría en 1968 con Llorando estoy.Este sería el año en el que cerraría la primera parte de su carrera, víctima de chismes malintencionados. Regresaría al ámbito musical en agosto de 1973, con el álbum "Esa niña", en donde muestra su predilección por las letras "hechas con filigrana y las melodías brillantes".
En 2003 la Sociedad de Autores y Compositores de Colombia le rindió un homenaje por su trayectoria artística junto a otros compositores colombianos.En 2014 lanzó su autobiografía titulada: Canto de Gorrión.
Murió en Bogotá el 15 de marzo de 2017 debido a cáncer de pulmón.

## Discografía
- Llorando estoy (Sonolux)
- Hoy me hiciste llorar (Codiscos)
- Esa niña (Orbe)
- Vicky (Orbe)
- Mi Ofrenda (Orbe)
- Álbum de Oro (Orbe)
- Vicky (Fonoson)
- Con Amor (Fonoson)
- Vuelve (Fonoson)
- Vicky siempre Vicky (Fonoson)
- Grandes Éxitos de Vicky (Fuentes)
- Álbum de Oro (Sonotec)
- Vicky Todo 30 Súper Éxitos (2000, Warner), 2 CD
- Trilogía La Serie Musical (Sonolux - SonyBMG)
- Quién?'
- Amor de junio